# Transcosmos Stadium Nagasaki
Das Transcosmos Stadium Nagasaki (jap. トランスコスモススタジアム長崎), auch bekannt als Nagasaki Athletic Stadium, ist ein 1969 eröffnetes Fußballstadion mit Leichtathletikanlage in der japanischen Stadt Isahaya in der Präfektur Nagasaki. Es ist die Heimspielstätte des Fußballvereins V-Varen Nagasaki, der momentan in der J2 League, der zweithöchsten Liga des Landes, spielt. Das Stadion hat ein Fassungsvermögen von 20.246 Personen.
2016 erwarb das Unternehmen transcosmos die Namensrechte an dem Stadion. Seit dem 1. August 2016 heißt die Sportanlage Transcosmos Stadium Nagasaki.

## Galerie

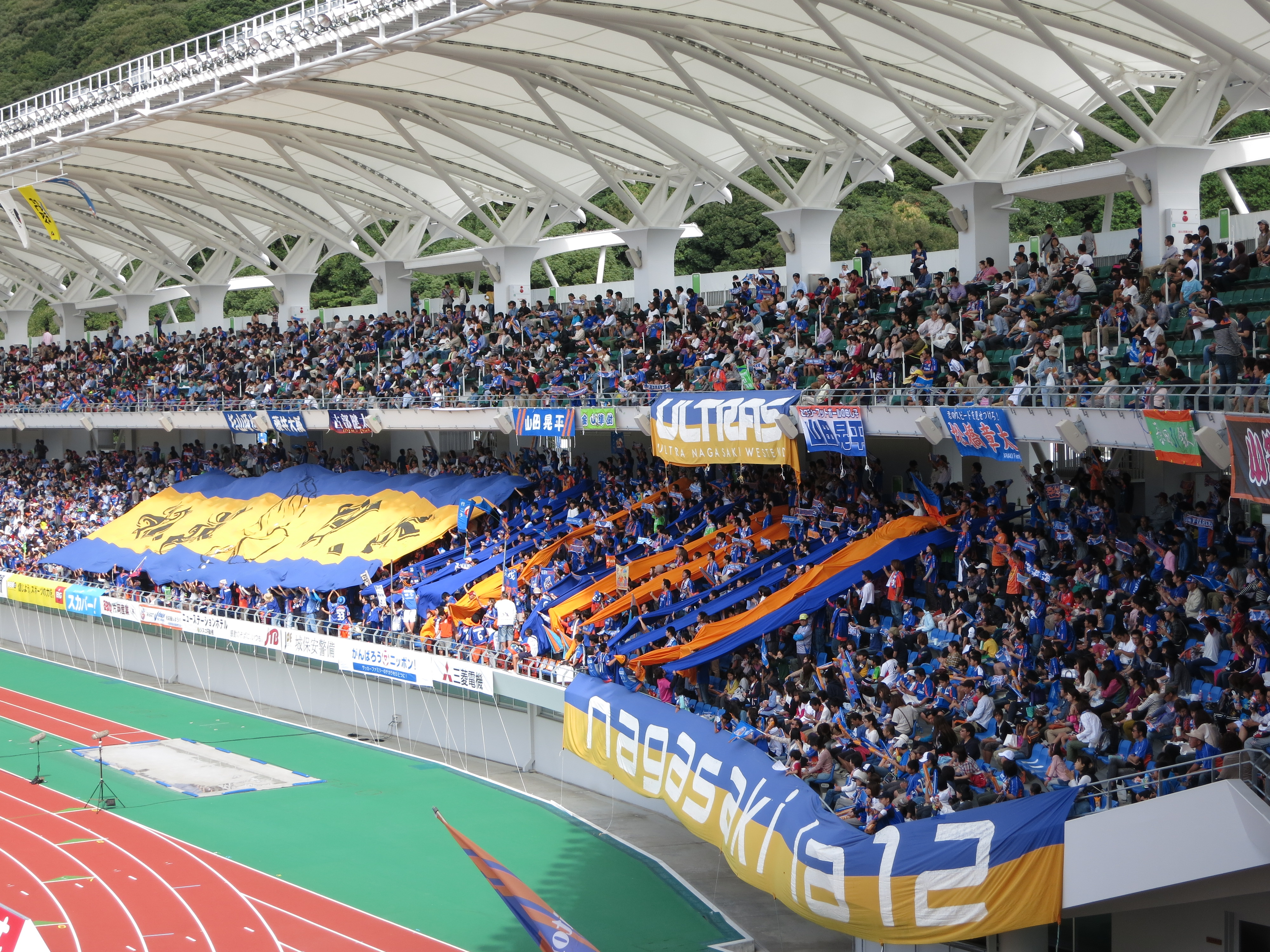
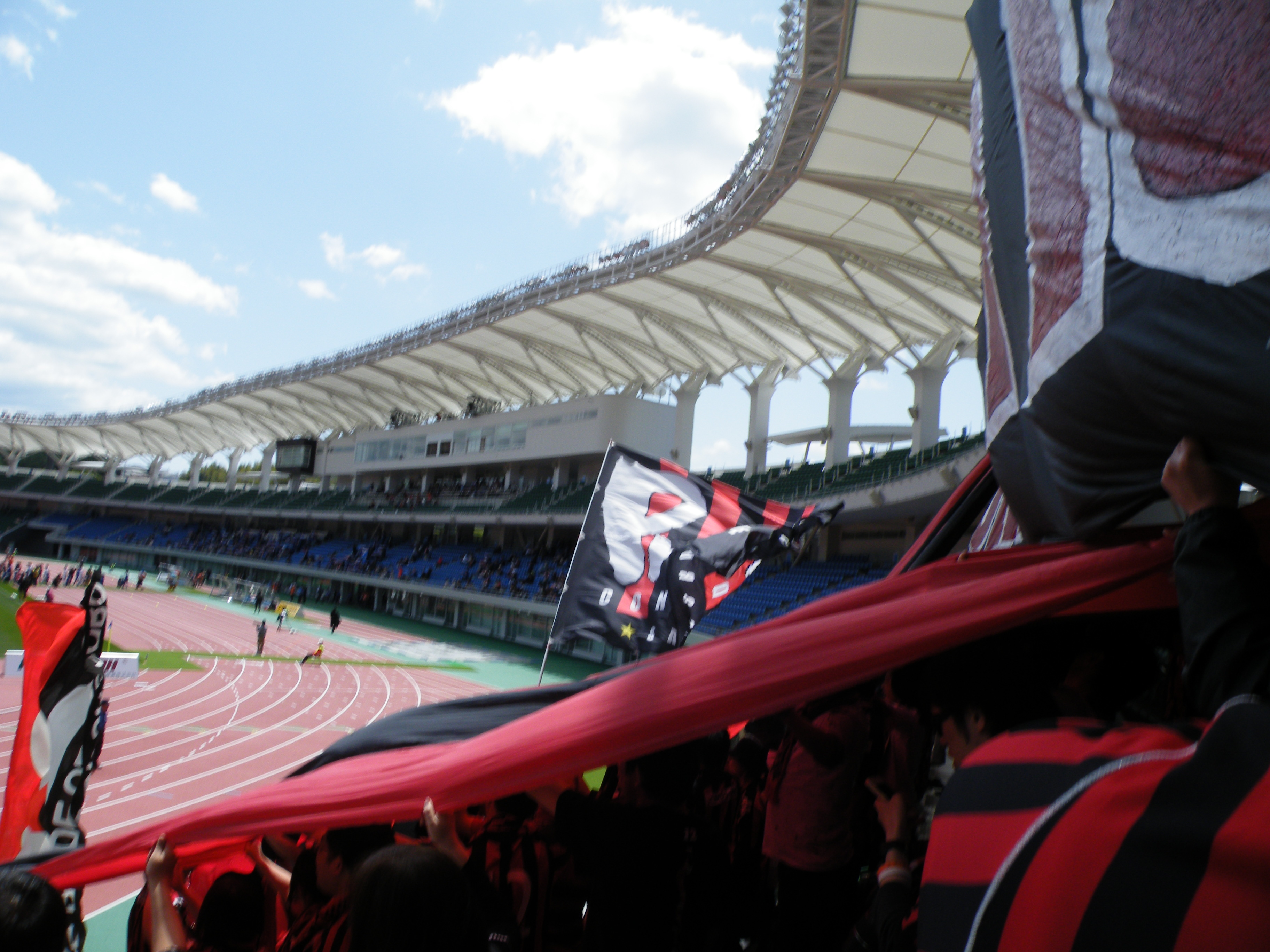
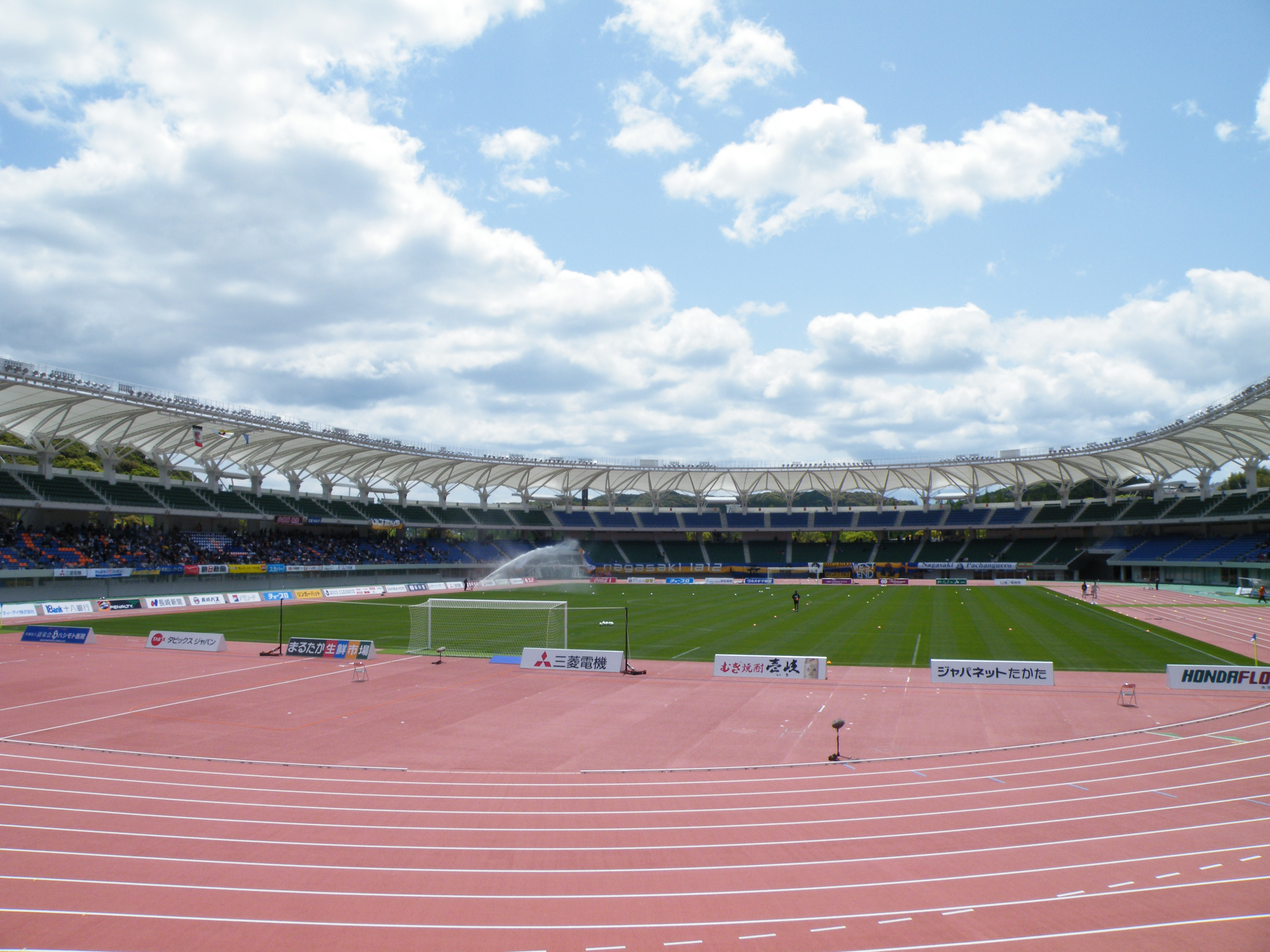